# Onthophagus rugosicollis
Onthophagus rugosicollis là một loài bọ cánh cứng trong họ Bọ hung (Scarabaeidae).